# East Barnet
East Barnet is een wijk in het Londense bestuurlijke gebied Barnet, in de regio Groot-Londen.

Kaart uit 1894 met de toenmalige indeling van parishes in de omgeving van East Barnet